# لوکاش چرو
لوکاش چرو (چکی: Lukáš Červ؛ زادهٔ ۱۰ آوریل ۲۰۰۱) بازیکن فوتبال اهل جمهوری چک است.
از باشگاه‌هایی که در آن بازی کرده است می‌توان به باشگاه فوتبال اسلاویا پراگ، باشگاه فوتبال ویکتوریا پلزن، و باشگاه فوتبال اسلوان لیبرتس اشاره کرد.
وی همچنین در تیم‌های ملی فوتبال زیر ۲۱ سال جمهوری چک، و جمهوری چک بازی کرده است.